# Alphonse Dain
Marie-Alphonse Dain (meglio noto come Alphonse Dain; Chavignon, 3 aprile 1896 – Parigi, 10 luglio 1964) è stato un grecista, paleografo, filologo classico, bizantinista ed esperto di Ellenismo francese.
Fu una figura importante nel campo della codicologia e della paleografia greca e un pioniere nello studio moderno dei manuali militari bizantini.

## Biografia
Gli studi accademici di Dain furono inizialmente ritardati dal servizio prestato nell'aeronautica francese nel corso della Prima Guerra Mondiale, servizio che gli valse la Croix de guerre. Dal 1922 al 1924 frequentò  l'École du Louvre, dove fu allievo di Paul Mazon e Edmond Pottier, ottenendo la laurea in lettere nel 1926. Successivamente, fu assistente universitario di letteratura greca (nel 1922), quindi professore di lettere greche (nel 1938) e, dal 1954 al 1964, decano della Facoltà di Lettere dell'Institut catholique de Paris. Nel 1932 fu docente e, un decennio dopo, direttore degli Studi di paleografia greca presso l'Ecole Pratique des Hautes Etudes. Nel 1946 completò il dottorato in lettere con una tesi inerente la storia testuale di Eliano il Tattico. Durante la Seconda Guerra Mondiale, la sua partecipazione attiva alla resistenza gli guadagnò la Médaille de la Résistance francese. Fu ufficiale della Legion d'onore in veste militare.
Fin dalla giovinezza fu membro dell'Association des Études grecques e della Société des Études latines di cui divenne presidente nel '49 e nel '56. Entrò anche a far parte dell'Associazione Guillaume Budé di cui fu segretario e poi vicepresidente. In qualità di direttore della Collection des Universités de France dal 1954 al 1964, introdusse un approccio scientifico più rigoroso alla redazione dei testi greci e latini, che rese questa serie di edizioni-traduzioni una raccolta di riferimento del settore. Dal 1949 al 1962 fu segretario esecutivo dell'Associazione Internazionale di Studi Bizantini. Fu anche direttore del catalogo dei manoscritti greci della Biblioteca nazionale di Francia  e membro del Conseil supérieur de l'Éducation nationale. Nel 1962 fu eletto membro libero residente dell'Académie des inscriptions et belles-lettres.
I suoi interessi di ricerca si focalizzarono in particolare sulla paleografia greca e sulla codicologia. È considerato uno dei fondatori di queste discipline moderne in Francia. Le sue pubblicazioni riguardarono in particolare la storia testuale e la trasmissione manoscritta di manuali militari greci e di testi giuridici bizantini. Inoltre pubblicò manuali di lingua greca antica.

## Pubblicazioni selezionate
- Les manuscrits d'Onésandros (1930)
- Inscriptions grecques du Musée du Louvre. Les textes inédits (1933)
- La tradition du texte d'Héron de Byzance (1933)
- Léon VI le Sage Problemata (1935)
- Inscriptions grecques du musée du Bardo (1936)
- La «Tactique» de Nicéphore Ouranos (1937)
- Sylloge Tacticorum quæ olim «inedita Leonis tactica» dicebatur (1938)
- Anthologie grecque, vol. IV et VII (1938, 1957) (con P. Waltz, A.-M. Desrousseaux e G. Soury)
- Le «Corpus perditum» (1939)
- La collection florentine des tacticiens grecs (1940)
- Leçon sur la stylistique grecque (1941)
- L'«Extrait tactique» tiré de Léon VI le Sage (1942)
- Naumachica, partim adhuc inedita (1943)
- Les «Novelles» de Léon VI le Sage (1944) (con P. Noailles)
- Leçon sur la métrique grecque (1944);
- Histoire du texte d'Élien le Tacticien, des origines à la fin du Moyen Âge (1946)
- Les manuscrits (1949)
- Les types de phrase en grec (1952)
- Grammaire grecque (1952) (con J. de Foucault e P. Poulain)
- Le «Philétæros» attribué à Hérodien (1954)
- Tragédies de Sophocle, I: Les Trachiniennes, Antigone (1955); II: Ajax, Œdipe Roi, Électre (1958); III: Philoctète, Œdipe à Colone (1960)
- Précis de morphologie grecque (1957) (con J. de Foucault e P. Poulain).